# 受管制物质法案
受管制物质法案（英語：Controlled Substances Act，缩写：CSA）是美国一部管控管制药物生产、销售、贮存、使用、进出口等的法案。

## 受管制药物附表
受管制药物被列入5个附表中，分别标号 I–V。法案根据以下因素来定义各个附表：
1. 药物滥用的可能性：这种药物被滥用的可能性有多大？
2. 医疗使用的接受度：这种药物在美国被用于医疗用途吗？
3. 安全性与药物成瘾的可能性：这种药物安全吗？这种药物成瘾的可能性有多大？有怎样的成瘾性？

以下表格列出了各个附表的概况。
|          | 药物滥用可能性 | 是否有医疗用途                 | 药物成瘾可能性                               |
| -------- | -------------- | ------------------------------ | -------------------------------------------- |
| 附表 I   | 高             | 无                             | 即便在医疗监督下，药物也无法被安全使用       |
| 附表 II  | 高             | 有：有时仅在“严格管制”下被允许 | 滥用可以导致严重的生理及心理成瘾             |
| 附表 III | 中             | 有                             | 滥用可以导致严重的心理成瘾，或有限的生理成瘾 |
| 附表 IV  | 较低           | 有                             | 滥用可能会导致有限的心理或生理成瘾           |
| 附表 V   | 最低           | 有                             | 滥用可能会导致轻微的心理或生理成瘾           |

### 附表 I
附表 I 物质被描述为具有以下所有特征的物质：
1. 该药物或其他物质极有可能被滥用。
2. 该药物或其他物质目前在美国没有确切的医疗治疗用途。
3. 在医疗监督下使用该药物或其他物质缺乏公认的安全性。[3]

不得为附表 I受控物质开具处方且这些物质的生产必须遵守DEA生产限额的限制。
该受控物质表中包括的物质有：
- α-甲基色胺（αMT或AMT）
- 苄基哌嗪（BZP）
- 卡西酮
- 二甲基色胺（DMT）
- 埃托啡
- γ-羟基丁酸（GHB）
- 海洛因
- 伊博格碱
- LSD
- 大麻及大麻素
- 亚甲基二氧甲基苯丙胺（MDMA）
- 麦斯卡林
- 甲喹酮
- 裸盖菇素
- 乌羽玉 （Lophophora williamsii ）
- 根据《联邦类似物法》的定义，用于人类消费的受控物质类似物。

除了被命名的物质外，这些物质的所有可能的醚、酯、盐和立体异构体以及 "类似物"（化学性质相似的化学物质）通常也受到管制。

### 附表 II
附表 II 物质被描述为具有以下所有特征的物质：
1. 该药物或其他物质极有可能被滥用。
2. 该药物或其他物质目前在美国有确切的医疗治疗用途或其在严格约束的情况下有确切的医疗治疗用途。
3. 滥用药物或其他物质可能导致重度的心理或生理依赖。

该受控物质表中包括的物质有：
- 苯丙胺类药物，包括阿德拉（Adderall）、右苯丙胺（Dexedrine）和二甲磺酸赖右苯丙胺（Vyvanse）：用于治疗注意缺陷多动障碍、发作性睡病、重度肥胖（限右苯丙胺）、暴食症（限二甲磺酸赖右苯丙胺）。最初被列为附表 III管控物质，但在1978年因《精神药品法》而迁移至附表 II。
- 短效巴比妥类药物，如戊巴比妥
- 可卡因
- 纯可待因与每剂含90mg以上的非消化道给药可待因制剂
- 地芬诺酯
- 氢可酮
- 氢吗啡酮
- 芬太尼与大多数强阿片受体激动剂
- 美沙酮
- 甲基苯丙胺：用于治疗注意缺陷多动障碍（罕见）与严重肥胖（限制使用），商品名Desoxyn。
- 哌甲酯（利他林，专注达等）、右哌甲酯（Focalin）：用于治疗注意缺陷多动障碍，发作性睡病
- 吗啡
- 阿片酊
- 羟考酮
- 羟吗啡酮
- 哌替啶
- 苯环哌啶（PCP）

### 附表 III
附表 III 物质被描述为具有以下所有特征的物质：
1. 该药物或其他物质的滥用可能性低于附表 I 或附表 II中的药物或其他物质。
2. 该药物或其他物质目前在美国有确切的医疗治疗用途。
3. 滥用药物或其他物质可能导致重度的心理依赖或轻度至中度的生理依赖。

该受控物质表中包括的物质有：
- 氯胺酮
- 合成代谢类固醇
- 中效巴比妥类药物
- 丁丙诺啡
- 复方双氢可待因
- 羟丁酸钠与复方羟丁酸盐（品牌名：Xyrem，Xywav等），用于治疗发作性睡病。除此之外的其他的GHB制剂仍归附表 I 物质管控。
- 屈大麻酚（品牌名：Marinol）
- 樟脑阿片酊
- 苯甲曲秦
- 苄非他明：右苯丙胺与右甲基苯丙胺前体
- 麦角新碱
- 吡仑帕奈

### 附表 IV
附表 IV 物质被描述为具有以下所有特征的物质：
1. 与附表 III 所列药物或其他物质相比，该药物或其他物质的滥用可能性较低
2. 该药物或其他物质目前在美国有确切的医疗治疗用途。
3. 与附表 III 中的物质相比，滥用所致的心理或生理依赖有限。

该受控物质表中包括的物质有：
- 苯二氮卓类药物，包括阿普唑仑、氯氮䓬、氯硝西泮、地西泮、劳拉西泮、咪达唑仑、奥沙西泮、替马西泮、氟硝西泮与三唑仑。
- 非苯二氮卓类药物，包括唑吡坦、佐匹克隆、右佐匹克隆与扎来普隆。
- 水合氯醛
- 长效巴比妥类药物，如苯巴比妥
- 部分阿片受体激动剂，如喷他佐辛
- 觉醒剂莫达非尼及其(R)-对映异构体阿莫达非尼
- 地芬诺辛
- 曲马多
- 苏沃雷生与莱博雷生